# Neomarica caerulea
Espèce
Neomarica caerulea est une espèce de plantes de la famille des Iridacées.